# El vientre legislativo
El vientre legislativo, aspecto de las bancadas ministeriales de la cámara improstituidas de 1834, es el título de una litografía del pintor francés Honoré Daumier de 1834 con un título irreverente y que exhibe su magnífica vocación por el dibujo.

## Descripción
En esta litografía sólo se ve la sección central de las bancadas: minisistros a quienes volvieron las celebridades, burgueses conservadores, en su mayoría, que desde 1830 y en favor de la monarquía, sustrajeron a los ciudadanos los logros democráticos de la revolución de 1789. Dibujó esta litografía un año después de haber salido de la cárcel, donde lo habían confinado las leyes de 1830 que restringían la libertad de prensa y que lo castigaron por un par de caricaturas contra Luis Felipe. El vientre salió a la luz en Association mensuelle, que Philipon lanzó con el propósito de que las suscripciones ayudaran a pagar las multas que le imponía la censura.